# John LeClair
John Clark LeClair (ur. 5 lipca 1969 w St. Albans, Vermont) – były amerykański hokeista. Reprezentant Stanów Zjednoczonych. Dwukrotny olimpijczyk.

## Kariera hokejowa
- Bellows Free Academy (1985-1987)
- Vermont Catamounts (1987-1991)
- Montreal Canadiens (1991-1994)
  -  Fredericton Canadiens (1992)
- Philadelphia Flyers (1994-2004)
- Pittsburgh Penguins (2005-2007)

W drafcie NHL z 1987 został wybrany przez Montreal Canadiens. W tym zespole rozegrał pięć pierwszych (niepełnych) sezonów w NHL (od marca 1991). Następnie w latach 1994-2004 przez dziesięć sezonów był graczem Philadelphia Flyers. W czasie występów w Filadelfii w latach 1995-1997 LeClair jako lewoskrzydłowy oraz Kanadyjczyk Eric Lindros jako center i Szwed Mikael Renberg jako prawoskrzydłowy stworzyli osławiony atak nazwany „Legion of Doom” (dosł. Legion Zguby) charakteryzujący się grą ofensywną i skutecznośció w grze w fizycznej. Trzecim i ostatnim jego klubem był Pittsburgh Penguins - w drugim sezonie w jego barwach zagrał w edycji NHL (2006/2007) w październiku i listopadzie 2006, po czym zakończył karierę zawodniczą. Łącznie w NHL rozegrał 17 sezonów (1121 spotkania).
W reprezentacji USA uczestniczył w turniejach Pucharu Świata 1996 oraz na zimowych igrzyskach olimpijskich 1998, 2002.

## Sukcesy
Reprezentacyjne
- Złoty medal Pucharu Świata: 1996
- Srebrny medal zimowych igrzysk olimpijskich: 2002

Klubowe
- Mistrzostwo Dywizji NHL: 1992 z Montreal Canadiens, 1995, 1996, 2000, 2002, 2004 z Philadelphia Flyers
- Mistrzostwo Konferencji NHL: 1993 z Montreal Canadiens, 1997 z Philadelphia Flyers
- Prince of Wales Trophy: 1993 z Montreal Canadiens, 1997 z Philadelphia Flyers
- Puchar Stanleya: 1993 z Montreal Canadiens

Indywidualne
- Skład gwiazd pierwszoroczniaków NCCA (ECAC): 1988
- Drugi skład gwiazd NCCA (ECAC): 1991
- NHL (1994/1995):
  - Pierwszy skład gwiazd
- NHL (1995/1996):
  - Drugi skład gwiazd
- Puchar Świata w Hokeju na Lodzie 1996:
  - Drugie miejsce w klasyfikacji strzelców turnieju: 6 goli
  - Drugie miejsce w klasyfikacji kanadyjskiej turnieju: 10 punktów
  - Skład gwiazd turnieju
- NHL (1996/1997):
  - NHL Plus/Minus Award - wynik +44
  - Drugi skład gwiazd
- NHL (1997/1998):
  - Pierwszy skład gwiazd
- NHL (1998/1999):
  - NHL Plus/Minus Award - wynik +36
  - Drugi skład gwiazd
- Hokej na lodzie na Zimowych Igrzyskach Olimpijskich 2002:
  - Pierwsze miejsce w klasyfikacji strzelców turnieju: 5 goli
  - Skład gwiazd turnieju

Wyróżnienie
- Galeria Sławy amerykańskiego hokeja na lodzie: 2009